# TODOROKI
株式会社TODOROKI（トドロキ、Todoroki Inc.）は、日本のアート関連サービスを展開する企業。2018年設立。美術品のオンライン取引サービスや、国内外のアートフェアの制作・運営、地域文化事業への参画などを行っている。

## 沿革
- 2018年4月 — 設立[1]。
- 2021年12月 — 東京美術商協同組合と連携し、美術品ECモール「TSUNAGU」を公開[4]。
- 2022年4月 — プレシリーズAで累計約1.5億円を調達。出資者は15th Rock Ventures、CAMPFIREなど。同日、CAMPFIREとの業務提携を発表[1][5]。
- 2022年以降 — 「ART FAIR ASIA FUKUOKA」の制作・運営を担当[6]。
- 2023年以降 — 神戸市の「KOBE SUBWAY MUSEUM プロジェクト（神戸サブウェイミュージアム）」、福岡市の「Artist Cafe Fukuoka」などに参画[7][8]。

## 事業
アートEC・オークション
- Art Scenes — ギャラリーが選定した作品を扱うアートECモール[9]。
- TSUNAGU — 東京美術商協同組合が運営する美術品ECモール。サポート業務を受託[10]。
- Otosell／yohyoh — ライブ配信型オークションおよび自社オークションサイト構築サービス[3]。

アートフェア運営
- ART FAIR ASIA FUKUOKA — 福岡市で開催される国際アートフェア。制作・運営を担当[11]。
- 神戸アートマルシェ — 神戸市内で毎年開催される現代アートフェア[12]。

文化事業
- KOBE SUBWAY MUSEUM プロジェクト — 神戸市交通局と連携した地下鉄を活用した文化プロジェクト[7]。
- Artist Cafe Fukuoka（アーティストカフェフクオカ） — 福岡市が推進するアーティスト支援・文化交流拠点。運営に参画[8]。

## 資金調達・提携
- 2022年 — プレシリーズAで累計約1.5億円を調達[1]。
- 2022年 — CAMPFIREと業務提携[5]。